# Saison 25 de New York, unité spéciale
Chronologie
Saison 24 Saison 26
Cet article, présente la vingt-cinquième saison de New York, unité spéciale, ou La Loi et l'Ordre : Crimes sexuels au Québec, (Law and Order: Special Victims Unit) qui est une série télévisée américaine.

## Distribution

### Acteurs principaux
- Mariska Hargitay (VF : Dominique Dumont) : capitaine Olivia Benson
- Ice-T (VF : Jean-Paul Pitolin) : sergent Odafin Tutuola
- Peter Scanavino (VF : Jérôme Pauwels) : substitut du procureur Dominick « Sonny » Carisi Jr.
- Octavio Pisano : inspecteur Joe Velasco

### Invitée spéciale
- Kelli Giddish : professeure Amanda Rollins (épisodes 1 et 11)

### Acteurs récurrents

#### Membres de l'Unité spéciale
- Terry Serpico : chef Tommy McGrath (épisodes 1 et 4)
- Aime Donna Kelly : cheffe Renee Curry (épisodes 4 à 13)
- Kevin Kane : inspecteur Terry Bruno (épisodes 1 à 4, 6 et 8 à 13)

#### Avocats de la défense
- Robbie Williams : avocat de la défense Mason Carter (épisode 2)
- Brian Cade : avocat de la défense Harris Malone (épisodes 4 et 10)
- Erin Anderson : avocate de la défense April Andrews (épisode 4)
- Marisa Brau-Reyes : avocate de la défense Edwina Myerson (épisode 5)
- Lou Martini, Jr. : avocat de la défense Ron Freddo (épisode 6)
- Paige Barr : avocate de la défense Lisa Turner (épisode 6)
- Anthoula Katsimatides : avocate de la défense Meryl Smith (épisode 7)
- Jeffrey Schecter : avocat de la défense Art Blumfeld (épisode 8)
- Zsuzska Beswick : avocate de la défense Zara Anderson
- Asa James : avocat de la défense Kingston Giddens (épisode 8)
- Mark D. Friedman : avocat de la défense Roger Parnes (épisode 12)

#### Juges
- Ami Brabson : juge Karyn Blake (épisodes 2 et 10)
- Stephen C. Bradbury : juge Colin McNamara (épisode 10)
- Michael Mastro : juge D. Serani (épisode 13)

#### FBI
- Josh Cooke : agent du FBI Harrison Clay (épisodes 1 et 5)
- Jordana Spiro : agent du FBI Shannah Sykes (épisodes 5, 6, 8, 10 et 12)

#### L'entourage de l'Unité spéciale
- Ryan Buggle : Noah Porter-Benson (épisodes 1 et 9)

- Charlotte Cabell : Jesse Rollins (épisodes 1 et 11)
- Beatrice Mallow : Billie Rollins (épisodes 1 et 11)

## Production
En raison de la grève de la Writers Guild of America de 2023 et de la Grève SAG-AFTRA 2023,  la plus grande interruption de la production télévisuelle et cinématographique américaine depuis la pandémie de Covid-19 en 2020, la production de cette saison 25 a été retardée comme beaucoup d'autres séries américaines. Finie en septembre 2023 pour la première grève et deux mois ensuite pour la seconde, le tournage a pu reprendre le 25 novembre d'après un post de l'acteur Ice-T sur Instagram. 
Conséquemment, cette saison est la plus courte depuis sa création en 1999, comportant uniquement 13 épisodes diffusés depuis le 18 janvier. 
Comme pour la précédente saison, à la suite du départ de Warren Leight à la fin de la saison 23, David Graziano reste l'actuel show runner de la série.
La  saison est diffusée du 18 janvier 2024 au 16 mai 2024 aux États-Unis tandis qu'en France, la saison est diffusée du 7 octobre 2024 au 3 mars 2025 sur TF1.
Kelli Giddish est revenue en tant qu'invité dans un épisode de cette saison.

## Liste des épisodes

### Épisode 1:Dans les yeux de Maddie
- États-Unis /  Canada : 18 janvier 2024 sur NBC / Citytv
- Suisse : 20 août 2024 sur RTS 1
- France : 7 octobre 2024 sur TF1

- États-Unis : 5,66 millions de téléspectateurs (première diffusion)[2]

- Hamish Allan-Headley : Steve Mancuso
- Paul Bomba : officier Bobby Nardone
- Leilany Celeste : Tanya Garcia
- Richie V. Dang : Kenneth Hwang
- Allison Elaine : Maddie Flynn
- Jason Forbach : Sam McKenzie
- Leslie Fray : Eileen Flynn
- Cindy Lentol : Mary McKenzie
- Jason Martin : Gordon Franks
- Matt McDonald : Cyril Sommers
- Amber Skye Noyes : détective Sloane Parrish
- Cole Ragsdale : Hal Crawford
- Renes Rivera : Tony Canto
- Zack Robidas : Peter Flynn
- Viet Vo : Père Ralph

### Épisode 2:À visage découvert
- États-Unis /  Canada : 25 janvier 2024 sur NBC / Citytv
- Suisse : 27 août 2024 sur RTS 1
- France : 21 octobre 2024 sur TF1

- États-Unis : 5,00 millions de téléspectateurs (première diffusion)[3]

- Josh Cooke : agent du FBI Harrison Clay
- Romina D'Ugo : Natalie Ross
- Allison Elaine : Maddie Flynn
- Keeley Miller : Brooke Jaffit
- Tommy Nelson : Travis Butler
- Mykey Keyan Cooper : Jay Watson
- Sharlene Radlein : Jenny
- Kevin McFarland : Crispy
- Edie Salas Miller : officier Tiffany Gomez

### Épisode 3:La Meilleure soirée de sa vie
- États-Unis /  Canada : 1er février 2024 sur NBC / Citytv
- Suisse : 3 septembre 2024 sur RTS 1
- France : 28 octobre 2024 sur TF1

- États-Unis : 5,23 millions de téléspectateurs (première diffusion)[4]

- David Krumholtz : Dr. Ray Goldberg
- Gabrielle Miller : Denise Goldberg
- Leslie Fray : Eileen Flynn
- Edie Salas Miller : officier Tiffany Gomez
- Ian Colletti : Duvall Mathis
- Zeby Khan : avocat Hari Karanth
- DeLance Minefee : Nestor Torres
- Audrey Hare : Tess Long
- Quinn Spivey : Reese Bailey
- Jeffrey Mark Cusumano : Andy Burke
- Fawad Siddiqui : John
- Zoe Jensen : Anna
- Alexandria Reese  : Raven

### Épisode 4:La Fille du chef
- États-Unis /  Canada : 8 février 2024 sur NBC / Citytv
- Suisse : 10 septembre 2024 sur RTS 1
- France : 4 novembre 2024 sur TF1

- États-Unis : 4,82 millions de téléspectateurs (première diffusion)[5]

- Amy Carlson : Katie McGrath
- Cameron Mann : Liam Dowling
- Max Casella : Mickey Dowling
- Monica Wyche : Janice Dowling
- Sammy Dell : Cooper
- Grace Culwell : Shea McGrath
- Krishna Doodnauth : Saagar Shah
- Sedona Kailey Raphael : Ariana
- Catherine Young : Angelica Konig
- Tricia Paoluccio : Dr. Heather Lentz

### Épisode 5:Zone rouge
- États-Unis /  Canada : 22 février 2024 sur NBC / Citytv
- Suisse : 17 septembre 2024 sur RTS 1
- France : 11 novembre 2024 sur TF1

- États-Unis : 5,07 millions de téléspectateurs (première diffusion)[6]

- Josh Cooke : agent du FBI Harrison Clay
- Allison Elaine : Maddie Flynn
- Leslie Fray : Eileen Flynn
- Zack Robidas : Peter Flynn
- Leilany Celeste : Tanya Garcia
- Edie Salas Miller : officier Tiffany Gomez
- Jordana Spiro :agent du FBI Shannah Sykes
- Robert Newman : commissaire Robin Pettis
- Patrick Carroll : George Brouchard
- Jim Santangeli : détective Sullivan Barnes
- Kevin Csolak : Cash Bowford
- Lindsey Dresbach : Heather Pittenger
- Alex Parkinson : Leonard Fleming

### Épisode 6:Les Collectionneurs
- États-Unis /  Canada : 29 février 2024 sur NBC / Citytv
- Suisse : 24 septembre 2024 sur RTS 1
- France : 18 novembre 2024 sur TF1

- États-Unis : 4,72 millions de téléspectateurs (première diffusion)[7]

- Jordana Spiro : agent du FBI Shannah Sykes
- Stephen Wallem : infirmier Rudy Syndergaard
- Anastasia Lin : Leah Tan
- Mara Topic : Maura Ramos
- Alex Fox : Frederick Hwang
- Jake Murphy : Dustin Renfrow
- Alex Bartner : Keegan Delpino
- Olivia Vadnais : Nikol Rakovsky
- Niall Powderly : Sean McDermott
- Essam Ferris : Yaran Sharifi
- Julia Aku : générale du Consulat Aleksandra Chirkov
- Jesse Aaronson : Hayden Foote
- Akiko Fujiwara : Suki Yasuda
- Mihir Kumar : Dean Suraj Varma

### Épisode 7:Un père indigne
- États-Unis /  Canada : 14 mars 2024 sur NBC / Citytv
- Suisse : 1er octobre 2024 sur RTS 1
- France : 25 novembre 2024 sur TF1

- États-Unis : 4,70 millions de téléspectateurs (première diffusion)[8]

- Eddie Hargitay : officier Eddie Montero
- Frank Wood : médecin-légiste Abel Truman
- Fiona Morgan Quinn : Nina Brock
- Anya Whelan-Smith : Lisa Miller
- Ruben Javier Caballero : expert CSU Brandon Chestnut
- Kim Winter Mako : Rachel Boyd
- Dani Montalvo : officier Maria Recinos
- Sarah Lynn Marion : Tori Brock
- Caprice Alexis : Nora Boyd
- Robert Newman : commissaire Robin Pettis
- Tricia Paoluccio : Dr. Heather Lentz
- Whitney McIntosh-Joseph : technicienne CSU

### Épisode 8:Le Troisième homme
- États-Unis /  Canada : 21 mars 2024 sur NBC / Citytv
- Suisse : 8 octobre 2024 sur RTS 1
- France : 6 janvier 2025 sur TF1

- États-Unis : 4,10 millions de téléspectateurs (première diffusion)[9]

- Jordana Spiro : agent du FBI Shannah Sykes
- Robert Newman : commissaire Robin Pettis
- Sebastian Barba : Mateo Garcia
- Martin Martinez : Javier Lopez
- Caitlin Houlahan : Anne Holmes
- Daniel Sovich : Zach Swann
- Rene Moran : Jordan Ramirez
- Marcia Hopson : Dora Ramirez
- Brian Scolaro : Mitch Zniewski
- Rich Pecci : Venable Thomas
- Jermaine Rivers : officier Nick Quarles
- J.W. Cortes : sergent Emmanuel Perez
- Collin Linnville : Mo Franks
- Jaquez : Donald Mayes
- Betsy Aidem : Dr. Sloane
- Thamer Jendoubi : officier Kivlahan

### Épisode 9:De jeunes loups
- États-Unis /  Canada : 11 avril 2024 sur NBC / Citytv
- Suisse : 15 octobre 2024 sur RTS 1
- France : 13 janvier 2025 sur TF1

- États-Unis : 4,07 millions de téléspectateurs (première diffusion)[10]

- Amalina Ace : Sydney Lynch
- Kerry Butler : Denise Lynch
- Audrey Bennett : Rosie Meadows
- Marika Engelhardt : Gail Meadows
- Seann Gallagher : Colin Meadows
- Jammie Patton : Marva James
- Reilly Walters : Seth Piper
- Corey Militzok : Austin Lindley
- Shannon Stowe : Mona Piper
- Chris Glow : Terry Walker
- Alex Lukmann : Damian Rojas
- Ashley Taylor Greaves : officier Gabrielle Taylor
- Yvonna Kopacz-Wright : Dr. Darby Wilder

### Épisode 10:Justice pour Maddie
- États-Unis /  Canada : 18 avril 2024 sur NBC / Citytv
- Suisse : 22 octobre 2024 sur RTS 1
- France : 20 janvier 2025 sur TF1

- États-Unis : 4,78 millions de téléspectateurs (première diffusion)[11]

- Allison Elaine : Maddie Flynn
- Leslie Fray : Eileen Flynn
- Zack Robidas : Peter Flynn
- Jordana Spiro : agent du FBI Shannah Sykes
- Patrick Carroll : George Brouchard
- Leilany Celeste : Tanya Garcia
- Tricia Paoluccio : Dr. Heather Lentz
- Oliver Solomon : Mack Most
- Thomas Philip O'Neill : Rick Donnelly
- Phoebe Lloyd : Slater Dent
- Carol Schultz : Leona Gallow
- Diogo De Oliveira : Andrew Boyce

### Épisode 11:Futures mariées
- États-Unis /  Canada : 2 mai 2024 sur NBC / Citytv
- Suisse : 29 octobre 2024 sur RTS 1
- France : 27 janvier 2025 sur TF1

- États-Unis : 4,32 millions de téléspectateurs (première diffusion)[12]

- Joe Carroll : Philip Sutton
- Elizabeth Paige : Jenna Chapman
- Elena Ricardo : Eliza Venaldi
- Peter Evangelista : Alec Bernstein
- Andrew David Bridges : Dean Hamlin
- Mary Antonini : Breena Richards
- Derek Roché : Frank Richards
- Lindsey Belisle : Darcy Hamlin
- Jeremiah Latrell Caldwell : Leon Wallace
- Diane J. Findlay : Agatha Pritchard
- Madison L'Insalata : Magda Blazevic

### Épisode 12:Le Maraudeur
- États-Unis /  Canada : 9 mai 2024 sur NBC / Citytv
- Suisse : 5 novembre 2024 sur RTS 1
- France : 24 février 2025 sur TF1

- États-Unis : 4,12 millions de téléspectateurs (première diffusion)[13]

- Larry Pine : Richard Lawrence Kincaid
- Jordana Spiro : agent du FBI Shannah Sykes
- Laurel Castillo : Hannah Kincaid
- Cheryl Horne : Abigail Kincaid
- Gabe Fazio : Cal Markham
- Blair Ross : Joanna Markham
- John Hillner : Lee Markham
- Alberto Isaac : Harry Dao
- Kenneth Tigar : détective Ed McCluskey
- Christopher Mann : avocat Trevor Morgan
- Brian Munn : Richard Lawrence Kincaid jeune
- Logan Gray Baxter : Shannah Sykes jeune
- Stella Bratcher : Crystal Sykes
- Phil Sloves : Ronald Givens, Jr.
- Jessica Myhr : Mrs. Sykes

### Épisode 13:Le Devoir d'espérer
- États-Unis /  Canada : 16 mai 2024 sur NBC / Citytv
- Suisse : 5 novembre 2024 sur RTS 1
- France : 3 mars 2025 sur TF1

- États-Unis : 4,14 millions de téléspectateurs (première diffusion)[14]

- Eddie Hargitay : officier Eddie Montero
- Allison Elaine : Maddie Flynn
- Leslie Fray : Eileen Flynn
- Zack Robidas : Peter Flynn
- Shawn Andrew : chef-député ESU Sasso
- Edelen McWilliams : technicien CSU Martin
- Kate Loprest : cheffe de division judiciaire Heidi Russell
- Amber Stonebraker : Ariel Bradford
- Spenser Granese : Billy Hedges
- Max Malas : Toby Hedges
- Philip Hernandez : avocat Norman Valdez
- Paloma Dominguez : Sara Gomez
- Nicholas Mongiardo Cooper : sergent Sal Sorrentio
- Eric Olsson : Glenn Duncan
- Katie Housley : Jane Emery
- Payton Georgiana : Lindsay Barnes